# Френк Ч. Барнс
Френк Чарльз Барнс (англ. Frank Charles Barnes; 25 червня 1918 Чикаго, Кук, Іллінойс — 17 грудня 1992 Темплтон, Каліфорнія) — був американським юристом і всесвітньо відомим автором і дизайнером картриджів.

## Історія
Барнс народився в Чикаго в сім'ї поліцейського Кліффорда Гоу Барнса і Маргеріт Енн Барнс (уроджена Боксталер). Він служив в армії з 1945 по 1947 роки. У громадському коледжі Тракі-Медоуз він був керівником відділу («голова відділу кримінального правосуддя»). Він мав ступінь магістра правосуддя. Барнс одружився з Гаррієт Барнс (уроджена Нельсон, 1923—2013) і помер від раку 1992 року у віці 74 років. Барнс займався спортивною стрільбою, керував літаком і був автогонщиком.

## Творчість
Барнс став всесвітньо відомим завдяки своїй енциклопедії Набої світу, яка вийшла в 1965 році, а в 2019 році була опублікована в шістнадцятому виданні, відредагованому В. Тоддом Вудардом, з описом понад 1500 набоїв. Роботу використовують на міжнародному рівні як стандартний довідник з набоїв для вогнепальної зброї. Кілька публікацій Барнса з'явилися в журналах. Барнс розробив спеціальні набоїв, які стали відомі як .308×1.5" Barnes, .458×1.5in та .458×2" American.